# Giovanni Becatti
Giovanni Becatti (Siena, 5 dicembre 1912 – Roma, 10 aprile 1973) è stato un archeologo e funzionario italiano.
La produzione scientifica di Giovanni Becatti conta oltre 110 titoli.
Numerosi sono poi i contributi a progetti enciclopedici, con articoli per l'Enciclopedia Italiana di scienze, lettere ed arti, il Dizionario enciclopedico e l'Enciclopedia dell'Arte Antica Classica e Orientale.

## Biografia
Giovanni Becatti si è laureato summa cum laude all'Università La Sapienza di Roma con Giulio Quirino Giglioli, con cui discusse nel 1933 una tesi dal titolo "Tuder e l'agro tudertino".
Nel 1938 si perfezionò cum laude in archeologia, avendo frequentato la Scuola Nazionale di Archeologia a Roma (1933-1935) e la Scuola Archeologica Italiana di Atene (1935-1937).
Nel 1938, vincitore del concorso per ispettore delle Antichità e Belle Arti, entrò alla Soprintendenza dagli Scavi di Ostia, dove partecipò a varie campagne di scavo compiendo numerosi studi sui monumenti, le opere d'arte e le topografie.
Conseguita la libera docenza in archeologia e storia dell'arte classica nel 1940, insegnò queste discipline all'Università di Pisa (1941-1944) e all'Università La Sapienza di Roma (1945-1946). 
Dal 1947 al 1950 Giovanni Becatti fu direttore degli scavi alla Soprintendenza di Ostia. Inaugurò una nuova stagione delle ricerche archeologiche ad Ostia Antica, con lo scavo delle Terme del Nuotatore, sperimentando con i suoi collaboratori criteri di ricerca che saranno poi quelli delle generazioni successive.
Chiamato come professore straordinario di archeologia e storia dell'arte dall'Università statale di Milano, vi insegnò dal 1952 al 1956 e successivamente all'Università di Firenze dal 1957 al 1964. 
Dal 1964 fino al 1973, anno della sua scomparsa, Becatti insegnò archeologia e storia dell'arte greco-romana all'Università La Sapienza di Roma, succedendo a Bianchi Bandinelli. Proseguì per tutta la sua carriera i suoi studi e le sue pubblicazioni sul sito di Ostia antica.
Fu condirettore editoriale e poi direttore dell'Enciclopedia dell'Arte Antica classica e orientale.
Fu visiting professor all'Institute for Advanced Studies di Princeton nel 1963-1964 e all'università di Chicago tra marzo e maggio del 1969. 
Nel 1969 ricevette la laurea honoris causa dall'Università Cattolica di Lovanio.
Fu socio effettivo dell'Accademia Nazionale dei Lincei, della Pontificia accademia romana di archeologia, dell'Accademia delle arti del disegno, dell'Istituto di Studi etruschi e di Studi romani, membro dell'Istituto archeologico germanico, accademico onorario dell'Accademia delle arti del disegno di Firenze. 
Morì a Roma il 10 aprile 1973.

## Opere
- Kosmos, studi sul mondo classico, Roma, L'Erma di Bretschneider, 1987 (articoli scelti, con cenni bio-bibliografici e un ricordo di Andrea Carandini: Anteprima limitata su Google book search)
- L'arte dell'età classica. Firenze, Sansoni editore, 1971
  - trad. inglese The Art of Ancient Greece and Rome: from the Rise of Greece to the Fall of Rome. London: Thames and Hudson, 1968
- L'arte romana. Milano, Garzanti, 1962
- La colonna coclide istoriata; problemi storici, iconografici, stilistici. Studi e materiali del Museo dell'Impero romano 6. Roma, Erma di Bretschneider, 1960
- (con Filippo Magi), Tarquinii. Le pitture delle tombe degli Auguri e del Pulcinella, Istituto poligrafico dello Stato, Collana: Monumenti pitt. ant. scoperti in Italia, 1956 ISBN 88-240-3184-6
- Oreficerie antiche dalle minoiche alle barbariche. Roma, Istituto poligrafico dello Stato, 1955
- Meidias: un manierista antico. Firenze, Sansoni, 1947
- Arte e gusto negli scrittori latini, 1946
- Il Maestro di Olimpia, 1943
- Corpus vasorum antiquorum. Italia. Musei comunali umbri. Roma, Libreria dello Stato, 1940
- La serie di volumi illustrativi sugli scavi di Ostia Antica:
  - I,  Topografia, 1954 (in collaborazione con Guido Calza, Italo Gismondi, Guglielmo De Angelis d'Ossat, Herbert Bloch)
  - II,  Mitrei , 1954
  - IV, Mosaici , 1962
  - VI, Edificio con opus sectile fuori Porta Marina , 1969